# One Piece - Trappola mortale
One Piece - Trappola mortale (ONE PIECE THE MOVIE デッドエンドの冒険?, Wan Pīsu Za Mūbī: Deddo Endo no bōken) è un film del 2003 diretto da Kōnosuke Uda. È il quarto film anime basato sulla serie manga shōnen One Piece di Eiichirō Oda, e il primo realizzato in forma di lungometraggio e distribuito indipendentemente dall'evento Toei Anime Fair. Uscì in Giappone il 1º marzo 2003.

## Trama
In una misteriosa locanda la ciurma di Cappello di Paglia, a corto di soldi, nota lo strano comportamento del barista che fa entrare alcuni clienti grazie ad una sorta di parola d'ordine. Riescono ad entrare anche loro e si ritrovano con migliaia di pirati che stanno organizzando una gara segreta il cui obiettivo è raggiungere per primi la misteriosa isola Partia, segnata sull'Eternal Pose consegnato dall'allibratore ai concorrenti. La ciurma decide di partecipare nonostante la presenza nella gara del favorito, il temuto generale Gaspardi, un ex affiliato della Marina ora pirata con una taglia da 95 milioni di berry. Durante una rissa Gaspardi nota l'abilità di Rufy e di un misterioso cacciatore di taglie di nome Shraiya Bascudo, così offre loro di entrare nella sua ciurma, ma solo Shraiya accetta.
Inizia la gara, ma Zoro scopre un clandestino a bordo: si tratta di Tasso, un giovane mozzo della nave a vapore di Gaspardi che, per salvare il nonno malato, ha accettato l'ordine del generale di uccidere un pirata qualsiasi. Allora Rufy promette al ragazzino di salvare suo nonno che si trova ancora a guardia della caldaia sulla nave di Gaspardi. Dopo una serie di scontri e peripezie i protagonisti arrivano sani e salvi alla meta indicata dall'Eternal Pose e scoprono che, in realtà, si tratta della temuta fortezza Navarone, presieduta dalla Marina. Riescono a sfuggire alla trappola e, così, scoprono che è stato Gaspardi a tradire tutti i pirati diffondendo falsi Eternal Pose in combutta con l'allibratore. Allora Rufy decide di andare a caccia del traditore e di salvare, così, il nonno del ragazzino.
Intanto, sulla nave di Gaspardi, Shraiya ha intenzione di sabotare la caldaia, ma il nonno di Tasso glielo impedisce e i due fanno amicizia. Shraiya vuole vendicarsi di Gaspardi perché l'ex-marine ha raso al suolo la sua città e ha ucciso i suoi genitori e la sua sorellina. Gaspardi ha sentito il colloquio, così Shraiya inizia a lottare contro il suo vice Needles e lo sconfigge. Poi cerca di uccidere anche il generale, ma scopre che è fatto di gelatina perché ha mangiato il frutto del diavolo Ame Ame; ancora ferito per lo scontro precedente, viene salvato da morte certa da Rufy e i suoi compagni. Rufy sostituisce così Shraiya nello scontro con Gaspardi, ma, inizialmente, sembra avere la peggio finché Sanji ha l'intuizione di dargli della farina. La farina, infatti, attenua il potere della gelatina e Gaspardi viene lanciato nel cielo. A bordo della Going Merry si ricongiungono Shraiya e il ragazzino, che si scopre in realtà essere la sua sorella scomparsa, Adele. Con tutti i loro concorrenti fuori gioco, Rufy e i suoi amici stanno per arrivare all'obiettivo della corsa, quando appare una flotta di navi della Marina che li costringe ad abbandonare il loro premio in denaro.

## Personaggi esclusivi del film
- Tasso (アナグマ?, Anaguma) è una bambina assistente di Biera (da lei chiamato "nonno") sulla nave del generale Gaspardi. All'inizio il suo modo di parlare e il suo abbigliamento fanno credere che si tratti di un ragazzino. Quando entrò a fare parte della ciurma di Gaspardi quest'ultimo fece un patto con lei: se avesse ucciso un pirata sarebbe stata considerata parte della ciurma e, di conseguenza, avrebbe potuto aiutare Biera. Cercando un pirata da battere si imbatte in Zoro, il quale era rimasto sulla Going Merry; dopo avere spiegato l'accaduto Rufy e i suoi partono per salvare suo nonno. Arrivati alla nave di Gaspardi Biera dice di portare Tasso con sé in quanto ha sovraccaricato la caldaia e la nave sta per esplodere. Dopo la sconfitta della ciurma di Gaspardi Biera rivela a Shraiya che, otto anni prima, aveva soccorso una bambina di cui ricordava solo il nome; quest'ultima si chiamava Adele, la sorella che credeva fosse morta tempo addietro che non è altri che Tasso. Infine lei e Shraiyer decidono di restare insieme per sempre.
- Shraiya Bascudo (シュライヤ・バスクード?, Shuraiya Basukuudo) è un cacciatore di taglie alla ricerca di Gaspardi per vendicare la morte dei suoi genitori e di sua sorella. È un agile combattente; non ha un'arma vera e propria durante i combattimenti, ma riesce a girare i punti deboli del nemico a suo vantaggio riuscendo a sconfiggerli facilmente. Sul volto ha tatuato uno strano simbolo e indossa sempre un cappello nero. Quando Gaspardi lo nota gli chiede subito se vuole fare parte della sua ciurma ed egli accetta subito. Dopo avere combattuto e avere ucciso Needles cerca di compiere la sua vendetta contro Gaspardi, ma quest'ultimo riesce a sconfiggerlo facilmente. In seguito scopre da Biera che sua sorella Adele è viva e che ha vissuto per otto anni con il nome Tasso. I due si riuniscono e decidono di ricominciare una nuova vita insieme.
- Biera (ビエラ?) è l'assistente delle caldaie della ciurma di Gaspardi e il "nonno" di Tasso. Tiene molto a lei, tanto da spingerla a lasciare la nave per salvarsi, senza tenere conto della sua incolumità. Mentre Rufy combatte Gaspardi, Biera sovraccarica la caldaia in modo da fare esplodere la nave insieme a tutto l'equipaggio. Dopo essersi salvato grazie a dei salvagenti sparsi per tutto il corpo aiuta Rufy e Shraiya e informa quest'ultimo che salvò una bambina di cui ricordava solo il nome, Adele Bascudo, la sorella di Shraiya, che credeva fosse morta dopo la distruzione della loro città natale per mano di Gaspardi e dei suoi uomini. Decide di lasciare andare Tasso con lui per fare sì che vivano felici insieme.
- Gaspardi (ガスパーデ?, Gasupāde), l'antagonista principale del film, è il capitano della ciurma di Gaspardi (ガスパーデ海賊?, Gasupāde kaizoku-dan). È un ex-marine che, lasciata la Marina, decise di diventare un pirata. Sulla sua testa ha una taglia di 95.000.000 berry. Possiede una enorme nave chiamata Salamandra (サラマンダー号?, Saramandā-gō); essa ha la polena a forma di muso di drago, è tutta rivestita d'oro e, sulla vela maestra, è disegnato il simbolo della Marina con una grossa X e con essa si sposta insieme alla sua ciurma. Ha mangiato il frutto Rogia Ame Ame (アメアメの実?, Ame Ame no Mi), con il quale può trasformare il suo corpo in sciroppo di zucchero, così da potere evitare gli attacchi nemici. È di corporatura enorme e, pur essendo un pirata, indossa la tipica giacca da ammiraglio, ma sul simbolo della Marina è incisa una grossa X che sta a significare che non fa più parte di quell'organizzazione. Sembra conoscere Shanks dato che Rufy gli fa presente che il suo cappello è un regalo da parte sua. Si sfida con Rufy quando quest'ultimo accorre in aiuto di Shraiya e Biera; qui lo provoca rovinandogli in parte il cappello a cui il ragazzo tiene molto. Durante il combattimento Sanji porta un sacco di farina, punto debole del frutto di Gaspardi, in modo da permettere a Rufy di colpirlo. Gaspardi tenta un ultimo attacco cercando di infilzarlo con il suo corpo, con cui aveva formato degli enormi spuntoni, ma Rufy lo sconfigge grazie al Gom Gom Bazooka e lo fa volare via.
- Needles (ネエドレス?, Nidorusu) è un membro della ciurma di Gaspardi, nonché il suo braccio destro e vice-capitano. Ha sulla testa una taglia di 57.000.000 berry.[1] È molto alto e muscoloso e ha degli strani simboli tatuati sulla faccia che sembrano raffigurare due lunghe spade incrociate. Come arma, utilizza un guanto con attaccati tre enormi artigli estendibili che, combinati alla sua velocità, diventano un'arma formidabile. Esegue sempre gli ordini del suo capitano, specialmente se si tratta di uccidere qualcuno; unico particolare è che non gli è permesso combattere sulla loro nave in quanto potrebbe danneggiarla per la troppa violenza che lui usa. Quando Shraiya spiega di volere uccidere Gaspardi per vendetta i due si sfidano sulla nave di Gaspardi, ma senza tenere conto che non sarebbe possibile dato che Gaspardi non glielo permetterebbe. Viene sconfitto dopo un lungo combattimento da Shraiya, il quale gli rompe un braccio e lo butta in mare.
- Bigalo (ビガロー?, Bigarō), detto anche "lo strangolatore", è un pirata che decide di partecipare alla sfida proposta dal generale Gaspardi. Sulla sua testa pende una taglia di 14.900.000 berry.[1] Viene incontrato la prima volta da Rufy e gli dice che la sua nave è piccola. È il capitano di una cospicua ciurma di uomini che trasporta su una grossa nave. Quest'ultima è diversa dalle altre: ha due polene a forma di teschi dai quali fuoriesce un codino nero e il Jolly Roger è un classico teschio con le ossa incrociate sul quale, però, è disegnato un occhio nero simile al Sole (in quanto Bigalo ha lo stesso tatuaggio sull'occhio destro). Cerca di superare la ciurma di Rufy e i suoi compagni, ma finisce con il fare una pessima figura; prima perché Zoro e Sanji sconfiggono senza problemi molti dei suoi uomini e, poi, perché viene sbattuto violentemente in mare da un mostro marino facendolo disperdere in mare.
- Willy (ウィリー?, Wirī) è un uomo-pesce di tipo orca che partecipa alla sfida lanciata da Gaspardi. Sulla sua testa pende una taglia di 20.000.000 berry.[1] È capitano di una ciurma di uomini-pesce e vecchio rivale di Arlong. Combatte utilizzando una stella del mattino. La sua nave è molto grossa e, come polena, ha un'enorme trivella con la quale distrugge le navi nemiche. Viene visto combattere con la ciurma di Gaspardi contro la quale, però, non si sa se perde o vince, anche se si deduce che perda contro quest'ultimo poiché Gaspardi arriva alla finale del torneo combattendo contro Rufy.
- Bobby (ボビー?, Bobī) e Pogo (ポゴ?) Sono due giganti pirati che partecipano alla sfida lanciata da Gaspardi. Li si vede mentre raggiungono una curva nella corsia d'acqua dove aumentano la velocità del loro mezzo e saltano alla corsia successiva. Sfortunatamente, però, cadono e si schiantano su alcuni edifici.

## Distribuzione

### Edizione italiana
L'edizione italiana del film fu trasmessa su Italia 1 divisa in cinque parti; la prima andò in onda il 20 dicembre 2005 ma non ebbe seguito. Tutte e cinque le parti furono infine trasmesse dal 17 febbraio al 3 marzo 2009. Il doppiaggio fu eseguito dalla Merak Film e diretto da Marcello Cortese e Sergio Romanò su dialoghi di Francesca Ioele e dello stesso Cortese. Benché l'adattamento sia edulcorato e sostanzialmente coerente con quello della serie televisiva, la valuta utilizzata dai personaggi viene chiamata berry anziché danari (salvo in un'unica occasione). Si tratta dell'unico film della serie edito da Mediaset a presentare questa particolarità, riscontrabile anche nell'adattamento di alcuni episodi della serie TV.

### Edizioni home video
In Giappone il film è uscito in DVD il 21 luglio 2003 e in Blu-ray Disc l'11 dicembre 2009. In Italia è uscito in DVD e BD il 15 dicembre 2017 nel cofanetto One Piece Film Collection, distribuito da Koch Media.

## Accoglienza
Il film debuttò al secondo posto del botteghino giapponese nel weekend d'apertura e incassò in totale due miliardi di yen.

## Altri media
Il film fu adattato in un anime comic pubblicato in Giappone da Shūeisha in due volumi il 3 ottobre 2003.